# فيرا جونسون
فيرا جونسون (بالإنجليزية: Vera Scarth-Johnson)‏ (و. 1912 – 1999 م) هي رسامة نباتي، وعالمة نبات، توفيت عن عمر يناهز 87 عاماً.